# 29e méridien ouest
En géographie, le 29e méridien ouest est le méridien joignant les points de la surface de la Terre dont la longitude est égale à 29° ouest.

## Géographie

### Dimensions
Comme tous les autres méridiens, la longueur du 29e méridien correspond à une demi-circonférence terrestre, soit 20 003,932 km. Au niveau de l'équateur, il est distant du méridien de Greenwich de 3 228 km,.
Avec le 151e méridien est, il forme un grand cercle passant par les pôles géographiques terrestres.

### Régions traversées
En commençant par le pôle Nord et descendant vers le sud au pôle Sud, Le 29e méridien ouest passe par:
| Coordonnées          | Pays, territoire ou mer      | Notes |
| -------------------- | ---------------------------- | --- |
| 90° 00′ N, 29° 00′ O | Océan Arctique               | |
| 83° 33′ N, 29° 00′ O | Baie Bliss (en)              | |
| 83° 30′ N, 29° 00′ O | Groenland                    | Terre Johannes V. Jensen (en) (au nord de la Terre de Peary) |
| 83° 10′ N, 29° 00′ O | Fjord Frederick E. Hyde (en) | |
| 83° 07′ N, 29° 00′ O | Groenland                    | Au sud de la Terre de Peary |
| 82° 09′ N, 29° 00′ O | Fjord Indépendance           | |
| 81° 59′ N, 29° 00′ O | Groenland                    | |
| 68° 21′ N, 29° 00′ O | Océan Atlantique             | Passe juste à l'ouest de l'île de Faial, Açores, Portugal (à 38° 35′ N, 28° 50′ O) Passe juste à l'ouest de l'île de Martim Vaz, Brésil (à 20° 28′ S, 28° 51′ O) Passe juste à l'est de l'île de Trinidade, Brésil (à 20° 31′ S, 29° 18′ O) |
| 60° 00′ S, 29° 00′ O | Océan Austral                | |
| 76° 21′ S, 29° 00′ O | Antarctique                  | Liste des territoires à la fois par l' Argentine (Antarctique argentin) et le Royaume-Uni (Territoire antarctique britannique) |